# تریا
تریا (به ایتالیایی: Treia) یک کومونه در ایتالیا است که در استان ماچه‌راتا واقع شده‌است. تریا ۹۳ کیلومتر مربع مساحت و ۹٬۴۰۴ نفر جمعیت دارد و ۳۴۲ متر بالاتر از سطح دریا واقع شده‌است.